# Bernald Alfaro
Bernald Alfaro Alfaro (Sarchí, Alajuela, Costa Rica, 26 de enero de 1997) es un futbolista costarricense que juega de mediocentro defensivo en el Club Sport Cartaginés de la Primera División de Costa Rica.

## Trayectoria

### A. D. Carmelita
Alfaro es proveniente de la cantera de la Asociación Deportiva Carmelita, club al que se unió a los 13 años. Se mantuvo en las fuerzas básicas por cinco temporadas hasta su promoción al plantel principal.
Su debut oficial lo llevó a cabo el 6 de mayo de 2015, en el compromiso correspondiente a la última fecha del Campeonato de Verano, de local en el Estadio Ricardo Saprissa contra el conjunto saprissista. Bajo la dirección técnica de Hugo Robles, el centrocampista fue titular y participó 65 minutos, momento en el que salió como reemplazo por Víctor Chavarría, además aportó un gol y su club perdió con cifras de 2-3.
En el Campeonato de Invierno 2015, Alfaro únicamente tuvo cuatro presencias, mientras que los carmelos fueron undécimos en la tabla.
A partir del Campeonato de Verano 2016, la dirigencia verdolaga nombró al uruguayo Daniel Casas como el nuevo entrenador, con el propósito de eludir el penúltimo lugar de la tabla acumulada. Sin embargo, a causa de los malos resultados, Bernald no fue convocado en las formaciones del estratega y su club se posicionó último en el grupo, por lo que llegó el director técnico Vinicio Alvarado a asumir el puesto para la segunda rueda de la competencia. Las posibilidades de su club en salvar la categoría se vieron reducidas, pero en la última fecha, los carmelos lograron derrotar 0-1 al Santos de Guápiles y en combinación con la pérdida de Uruguay de Coronado, terminaron quedándose en Primera División.
En la primera fecha del Campeonato de Invierno 2016, su equipo hizo frente a la Universidad de Costa Rica, el 17 de julio en el Estadio Morera Soto. El centrocampista completó la totalidad de los minutos y el resultado terminó en derrota con cifras de goleada 1-4. El segundo gol de su carrera se dio el 7 de agosto, en la victoria de local 3-1 sobre Limón. Al término de la fase de clasificación, los carmelos quedaron el séptimo puesto con 26 puntos y Alfaro contabilizó diecisiete compromisos disputados.
Bernald, por sus constantes convocatorias con la Selección Sub-20 de Costa Rica, no logró tener acción en el Campeonato de Verano 2017, mientras que su club, a pesar de quedar en el último lugar de la tabla, aseguró la permanencia al estar de décimo en la general.

### L. D. Alajuelense
El 23 de mayo de 2019, se hace oficial su contratación en Alajuelense por tres temporadas a préstamo.

## Selección costarricense

### Categorías inferiores
Desde el 19 de enero de 2016, el centrocampista fue considerado en la nómina del director técnico Marcelo Herrera, para disputar una serie de amistosos con la Selección Sub-20 en España. El 21 de marzo fue el primer encuentro ante el Marbella F.C. en el Estadio José Burgos. El futbolista fue titular en la victoria de 5-0, con goles de sus compañeros Ariel Zapata, John Lara, Marvin Loría y Jimmy Marín, quien hizo doblete. Dos días después, los costarricenses efectuaron su segundo compromiso, teniendo como adversario el combinado de Catar en el Estadio La Cala en Málaga. El jugador apareció como titular en la derrota de 2-0. El 24 de marzo se desarrolló el tercer cotejo frente al Estepona, partido en el cual inició en el banquillo, mientras que su conjunto triunfó con marcador de 2-0. Tres días posteriores, su selección salió con una pérdida de 1-0 contra el Þróttur Reykjavík de Islandia. El 28 de marzo fue el último juego, esperando desde el banquillo en la goleada de 6-1 sobre el filial del Málaga. Los dobletes de Suhander Zúñiga y Marvin Loría, sumado a las otras anotaciones de Flavio Fonseca y Kevin Masís, marcaron la diferencia en el resultado. Con esto los Ticos finalizaron su preparación en territorio español.
El 3 de mayo de 2016, Alfaro fue suplente en la derrota 1-3 de su país frente a Honduras, en el Complejo Deportivo Fedefutbol-Plycem. Dos días después fue el segundo compromiso, de nuevo contra los hondureños. El futbolista apareció como titular y el resultado fue de igualdad a dos tantos.
La primera convocatoria del año del combinado Sub-20 de su nación tuvo lugar el 30 de enero de 2017, en la cual se dio a conocer la nómina de 30 jugadores de cara a los encuentros amistosos en territorio hondureño. En el selecto grupo apareció el llamado de Bernald Alfaro. El primer encuentro se realizó el día siguiente en el Estadio Carlos Miranda de Comayagua, donde su país enfrentó al conjunto de Honduras. En esa oportunidad, el centrocampista empezó en la suplencia y el resultado acabó en derrota de 3-2. El 3 de febrero fue el segundo compromiso, de nuevo contra los catrachos en el mismo escenario deportivo. A diferencia del juego anterior, Alfaro fue titular y el marcador definió la pérdida de 2-0.

#### Campeonato Sub-20 de Concacaf 2017
El representativo costarricense Sub-20, para el Campeonato de la Concacaf de 2017, se definió oficialmente el 10 de febrero. En la lista de convocados que dio el director técnico Marcelo Herrera se incluyó al mediocentro. El primer partido fue el 19 de febrero en el Estadio Ricardo Saprissa, donde su combinado enfrentó a El Salvador. En esta oportunidad, Alfaro completó la totalidad de los minutos mientras que el resultado concluyó con la derrota inesperada de 0-1. La primera victoria de su país fue obtenida tres días después en el Estadio Nacional, con marcador de 1-0 sobre Trinidad y Tobago, y el anotador fue su compañero Randall Leal por medio de un tiro libre. El 25 de febrero, en el mismo escenario deportivo, la escuadra costarricense selló la clasificación a la siguiente ronda como segundo lugar tras vencer con cifras de 2-1 a Bermudas. El 1 de marzo, su conjunto perdió 2-1 contra Honduras, y dos días después empató a un tanto frente a Panamá. Con este rendimiento, la selección de Costa Rica quedó en el segundo puesto con solo un punto, el cual fue suficiente para el avance a la Copa Mundial que tomaría lugar en Corea del Sur. Estadísticamente, el volante acumuló 183 minutos de acción en un total de tres juegos disputados.

#### Mundial Sub-20 de 2017
Durante la conferencia de prensa dada por el entrenador Marcelo Herrera, el 28 de abril, se hizo oficial el anuncio de los 21 futbolistas que tuvieron participación en la Copa Mundial Sub-20 de 2017 con sede en Corea del Sur. En la lista apareció el mediocentro Bernald Alfaro, siendo este su primer torneo del mundo que disputaría con el combinado costarricense.
Previo al certamen, su nación realizó encuentros amistosos en territorio surcoreano. El primero de ellos se efectuó el 9 de mayo contra Arabia Saudita en el Estadio Uijeongbu, donde Alfaro ingresó como sustitución y los goles de sus compañeros Jonathan Martínez y Jimmy Marín fueron fundamentales en la victoria con cifras de 2-0. En el mismo escenario deportivo tuvo lugar el segundo cotejo, dos días después, de nuevo frente a los sauditas. En esta oportunidad, el volante apareció en el once inicial y su conjunto volvió a ganar, de manera ajustada 1-0 con anotación de Jostin Daly. El último fogueo fue el 15 de mayo ante Sudáfrica en el Eden Complex. El centrocampista entró de relevo por Luis Hernández en la derrota de 1-2.
El compromiso que dio inicio con la competición para su país fue ejecutado el 21 de mayo en el Estadio Mundialista de Jeju, donde tuvo como contrincante a Irán. El centrocampista esperó desde la suplencia en la derrota inesperada de 1-0. En el mismo recinto deportivo se disputó el segundo juego contra Portugal, esto tres días después. Aunque su escuadra empezó con un marcador adverso, su compañero Jimmy Marín logró igualar las cifras, mediante un penal, para el empate definitivo a un tanto. La primera victoria para su grupo fue el 27 de mayo ante Zambia en el Estadio de Cheonan, de manera ajustada con resultado de 1-0 cuyo anotador fue Jostin Daly. El rendimiento mostrado por los costarricenses les permitió avanzar a la siguiente fase como mejor tercero del grupo C con cuatro puntos. El 31 de mayo fue el partido de los octavos de final frente a Inglaterra, en el Estadio Mundialista de Jeonju. Para este cotejo, su nación se vería superada con cifras de 2-1, insuficientes para trascender a la otra instancia. Por otra parte, el volante contabilizó 90 minutos de acción en una sola aparición.
| Mundial                     | Sede          | Resultado        |
| --------------------------- | ------------- | ---------------- |
| Copa Mundial Sub-20 de 2017 | Corea del Sur | Octavos de final |

#### Juegos Centroamericanos 2017
El 29 de noviembre de 2017, Alfaro entró en la lista oficial de dieciocho jugadores del entrenador Marcelo Herrera, para enfrentar el torneo de fútbol masculino de los Juegos Centroamericanos, cuya sede fue en Managua, Nicaragua, con el representativo de Costa Rica Sub-21. Debutó como titular —con la dorsal «15»— y completó 70 minutos de acción en el primer juego del 5 de diciembre, contra Panamá en el Estadio Nacional. El único tanto de su compañero Andy Reyes al 66' marcó la diferencia para el triunfo por 1-0. Para el compromiso de cuatro días después ante El Salvador, el centrocampista saldría de cambio al minuto 61' por Jonathan Martínez mientras que el resultado se consumió empatado sin goles. Los costarricenses avanzaron a la etapa eliminatoria de la triangular siendo líderes con cuatro puntos. El 11 de diciembre entró de relevo por Suhander Zúñiga al minuto 89' en la victoria de su país 1-0 —anotación de Esteban Espinoza— sobre el anfitrión Nicaragua, esto por las semifinales del torneo. La única derrota de su grupo se dio el 13 de diciembre, por la final frente a Honduras (1-0), quedándose con la medalla de plata de la competencia.
| Juegos                       | Sede      | Resultado  |
| ---------------------------- | --------- | ---------- |
| Juegos Centroamericanos 2017 | Nicaragua | Subcampeón |

#### Juegos Centroamericanos y del Caribe 2018
El 6 de julio de 2018, se anunció el llamado de la selección Sub-21 dirigida por Marcelo Herrera para conformar la nómina que le haría frente al torneo de fútbol de los Juegos Centroamericanos y del Caribe, lista en la cual Alfaro quedó dentro del selecto grupo. Permaneció en el banquillo en el primer juego del 20 de julio en el Estadio Romelio Martínez de Barranquilla contra el anfitrión Colombia, donde se produjo la derrota por 1-0. Dos días después pero en el mismo escenario deportivo, Alfaro debutaría en la titularidad y salió de cambio por Roberto Córdoba al minuto 84', mientras que su escuadra sumó la primera victoria de 3-2 sobre Trinidad y Tobago. Tras el nuevo revés dado el 24 de julio ante Honduras con marcador de 1-2, su selección quedó eliminada en fase de grupos y ocupó el tercer lugar de la tabla.
| Juegos                                    | Sede     | Resultado      |
| ----------------------------------------- | -------- | -------------- |
| Juegos Centroamericanos y del Caribe 2018 | Colombia | Fase de grupos |

#### Preolímpico de Concacaf de 2020
El 10 de marzo de 2021, Alfaro fue incluido en la lista final del entrenador Douglas Sequeira, para enfrentar el Preolímpico de Concacaf con la Selección Sub-23 de Costa Rica. El 18 de marzo debutó en la competencia como titular en la totalidad de los minutos frente a Estados Unidos en el Estadio Jalisco, donde se dio la derrota por 1-0. Tres días después asumió el rol de estelar ante México en el Estadio Akron, y en esta ocasión vio otra vez la derrota de su conjunto por 3-0. Este resultado dejó fuera a la selección costarricense de optar por un boleto a los Juegos Olímpicos de Tokio. El 24 de marzo convirtió su primer gol y dio una asistencia en el triunfo de trámite por 5-0 sobre República Dominicana.
| Torneo                       | Sede   | Resultado      |
| ---------------------------- | ------ | -------------- |
| Preolímpico de Concacaf 2020 | México | Fase de grupos |

### Selección absoluta
El 23 de enero de 2020, el jugador fue convocado por primera vez a la Selección de Costa Rica dirigida por Ronald González, para enfrentar un amistoso en fecha no FIFA. El 1 de febrero se dio el juego frente a Estados Unidos en el Dignity Health Sports Park. Alfaro empezó en la suplencia y entró de cambio por Yeltsin Tejeda al minuto 70' con la dorsal «15», siendo este su debut en el equipo absoluto. Su país perdió por la mínima 1-0.
El 3 de junio de 2021, para la etapa final de la Liga de Naciones de la Concacaf, su selección empató el duelo de semifinal contra México (0-0) en el Empower Field en Denver, por lo que la serie se llevó a los penales donde su conjunto no pudo avanzar. Tres días después tampoco superó el compromiso por el tercer lugar frente a Honduras (2-2), cayendo por la misma vía de los penales. Alfaro solamente tuvo ocho minutos de acción frente a los mexicanos.

## Clubes
| Club                         | País       | Año               |
| ---------------------------- | ---------- | ----------------- |
| A. D. Carmelita              | Costa Rica | 2015 - 2022       |
| L. D. Alajuelense (Préstamo) | Costa Rica | 2019 - 2022       |
| C. S. Cartaginés             | Costa Rica | 2023 - Actualidad |

## Palmarés

### Títulos nacionales
| Título                         | Club              | País       | Año  |
| ------------------------------ | ----------------- | ---------- | ---- |
| Primera División de Costa Rica | L. D. Alajuelense | Costa Rica | 2020 |

### Títulos internacionales
| Título        | Club              | Sede       | Año  |
| ------------- | ----------------- | ---------- | ---- |
| Liga Concacaf | L. D. Alajuelense | Costa Rica | 2021 |